# Gaspare Russo
Gaspare Russo (Minori, 27 aprile 1927) è un politico italiano.

## Biografia
Esponente della Democrazia Cristiana, alle elezioni amministrative del 1960 venne eletto al consiglio comunale di Salerno e nel dicembre dello stesso anno fu nominato assessore al turismo. Venne rieletto consigliere anche nelle comunali del 1965 e del 1970. Il 19 ottobre 1970 fu proclamato sindaco di Salerno, succedendo ad Alfonso Menna, incarico che mantenne fino al 20 dicembre 1974.
Alle elezioni regionali del 1975 fu eletto nel Consiglio regionale della Campania, e durante il suo mandato ricoprì l'incarico di capogruppo DC, mentre dal 1976 al 1979 fu presidente della regione Campania.
Sedette nel consiglio regionale fino al 1990, anno in cui si ritirò dalla politica attiva.